# Albert Göring
Albert Günther Göring (Berlin-Friedenau, 1895. március 9. –Neuenbürg, 1966. december 20.) német gépészmérnök, üzletember, Hermann Göring nemzetiszocialista politikus öccse. Bátyjával ellentétben határozottan ellenezte a nemzetiszocializmust, és a vészkorszakban számos üldözöttet mentett meg.

## Élete és pályája
Heinrich Göring német diplomata és felesége, Franziska (született Tiefenbrunn) ötödik gyermekeként született 1895-ben.

### Gyerekkor

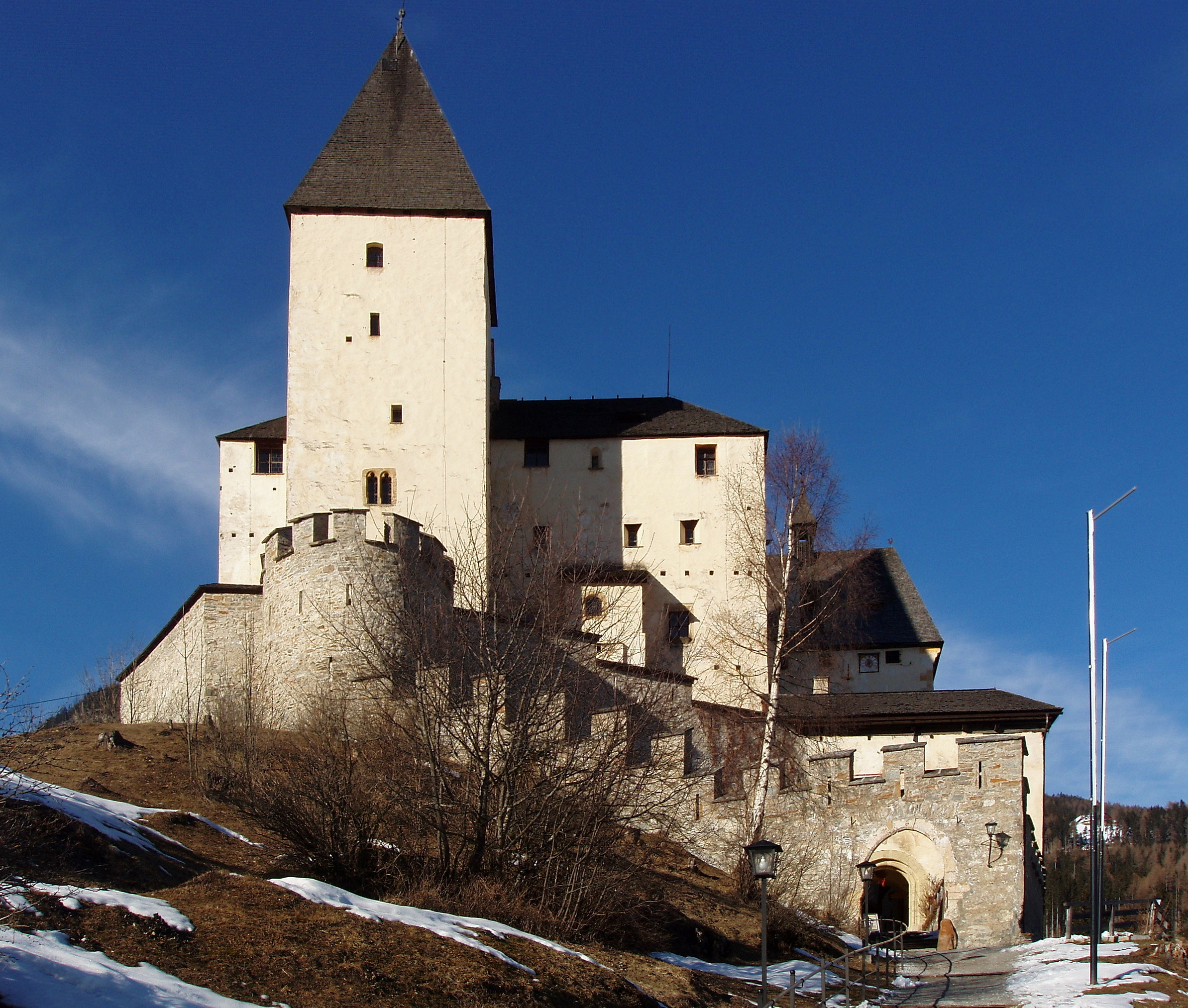
Mauterndorf vára (2008)

Albert Göring Berlin akkori elővárosban, Friedenauban a Fregestraße 19. szám alatti családi házban, majd Veldenstein és Mauterndorf várában lakott. Mind a három ingatlan a család barátjának és a gyerekek keresztapjának, Hermann Epenstein nyugalmazott porosz katonaorvosnak tulajdona volt. Leonard Mosley újságíró azt a feltevést fogalmazta meg – tekintve, hogy Heinrich Göring a munkája miatt gyakran volt távol a családjától, és hogy Albert Göring meg Hermann Epenstein hasonlított egymásra –, hogy Epenstein a vér szerinti apja Albert Göringnek. William Hastings Burke viszont azt írja, hogy Franziska Göring 1893 márciusától 1894 nyárutójáig a férjével Haitin időzött, így Albert mindenképpen Heinrich Göring fia.

### Ifjúkor
Az első világháborúban Albert Göring híradós volt a nyugati fronton. Személyzeti aktája 1945. április 14-én elégett, amikor a Brit Királyi Légierő megsemmisítette a  Birodalmi Levéltárt. A katonai szolgálata alatt keletkezett kórlapok megvannak az Országos Egészségügyi Hivatalban. Albertnek többek között ellenséges tűz alatt kellett sérült távközlési kábeleket javítania. Ez annyira veszélyes volt, hogy a háború nagy részét sebesülten katonai kórházakban töltötte. Már 1914.  november 14-én, az első ypres-i csatában megsérült, és egy dortmundi katonai kórházba került. Az 1918-as tavaszi offenzíva során súlyos haslövést kapott. Kevéssel a tűzszünet előtt bocsátották el a szolgálatból, és a hevenyészetten ellátott hasi sérülésével visszament Münchenbe, ahová  családja röviddel a háború kezdete előtt költözött.
1919-ben ugyanott elkezdte gépészmérnöki tanulmányait, amelyet 1923-ben kitüntetéssel fejezett be.  1921-ben elvette a huszonegy éves  Marie von Ammont, akitől két évvel később elvált, miután megismerte Erna von Miltnert. Vele 1923. szeptember 10-én lépett frigyre. A házasság 16 évig tartott; a férfi röviddel az asszony halála előtt vált el tőle. 1925-ben  Albert Göring a Junkers dessaui tűzhelygyárában kezdett dolgozni, és a gyár főképviselőjeként 1928-ban Bécsbe költözött.

### Viszonya a nemzetiszocialista ideológiához
Albert – ellentétben bátyjával, Hermann Göringgel, akinek egyre feljebb ívelt a nemzetiszocialista karrierje, mígnem Hitler után az egyik legnagyobb hatalmú ember lett – megvetette a nemzetiszocialistákat és kegyetlenségüket. Soha nem lépett be NSDAP-be, és a nemzetiszocialista rezsim elleni tiltakozásul felvette az osztrák állampolgárságot. Albert – Benpassat közlése szerint – az 1938 márciusi Anschluss után szolidaritást vállalt a Bécsben az SS által nyilvánosan megalázott és megkínzott zsidó polgártársaival. Benpassat beszámol egy jelenetről, amelyben SS-legények  bécsi zsidók egy csoportját  arra kényszerítették, hogy a járdát négykézláb felsúrolva takarítsák el a naciellenes jelszavakat (Reibpartie). Göring beállt közéjük, és segített nekik.  Az ügyeletes SS-tiszt ekkor megparancsolta, hogy hagyja abba, mert nem akarta, hogy Hermann Göring öccse részese legyen a nyilvános megaláztatásnak. 

### Ellenállás
Albert Göring arra használta befolyását, hogy, a Sascha-Film zsidó főnökét, Oskar Pilzert a letartóztatásból kiszabadítsa. Abban is segített neki, hogy Németországból elmenekülhessen. Beszámolók szerint ezt mások esetében is megtette, például a politikai nézetei miatt üldözött Kurt Schuschnigget is segítette. Lehár Ferenc zsidó felesége és Henny Porten zsidó férje érdekében is szólt.
A plzeňi Škoda-művek exportigazgatójaként tovább fokozta nemzetiszocializmus elleni tevékenységét. Többször használta a rendszerrel fennálló kapcsolatait arra, hogy a Škoda dolgozóit megvédje. Eltűrte a szabotázst, és kapcsolatot tartott fenn a cseh ellenállási mozgalommal. Sokszor hamisította bátyja aláírását, hogy a meneküléshez útlevelet adjon a másként gondolkodóknak. Bátyjának, Hermann-nak többször is közbe kellett lépnie, hogy öccsét a Gestapo fogságából kiszabadítsa. Albert Göring teherautókat küldött munkásokért különböző koncentrációs táborokba. A teherautók aztán elhagyatott helyeken megálltak, így téve lehetővé a menekülést a foglyoknak.
1942-ben vette el harmadik feleségét, Míla Klazarová cseh szépségkirálynőt. Ebből a házasságből született Albert Göring egyetlen gyermeke, Elizabeth.

### A háború után
A második világháború vége felé  Göring jelentkezett a Counter Intelligence Corpsnál (az amerikai hadsereg kémelharítási osztályán), ahol azonnal letartóztatták.  A Nürnbergi perben kihallgatták. A Szövetségesek kezdetben nem hitték el, hogy Hermann Göring testvére nemcsak hogy nem vett részt a diktatúra bűneiben, hanem még az üldözötteket segítette. Azonban sokan azok közül, akiken segített, mellette vallottak; így nem ítélték el, de továbbra is letartóztatásban maradt. Augusztusban az amerikai hatóságok kiadták Csehszlovákiának, ahol a Škodánál elkövetett állítólagos háborús bűnök miatt bíróság elé állították.  1947 márciusában felmentették, mert sok egykori munkatársa mellette tanúskodott, és a Gestapo-aktája is nyilvánosságra került. 
Szabadon bocsátása után Göring a családjához, Salzburgba költözött. A felesége – egy félrelépés miatt – 1948-ban elvált tőle, és három évvel később a lányával Peruba költözött. Göring végül visszatért Németországba, Münchenbe. Albert Göringet, aki megmentette a nemzetiszocialista rezsim számos üldözöttjét, a családneve miatt kerülték. Ezekben az években azok támogatták, akiknek a vészkorszakban segített. Íróként és fordítóként alkalmi munkából élt. Müncheni lakásának szegényessége éles ellentétben állt gyerekkora luxusával. 71 évesen, 1966. december 20-án halt meg hasnyálmirigyrákban egy neuenbürgi kórházban, anélkül, hogy világháborús tevékenységét a közvélemény elismerte volna. 
2016-ben a Jad Vasemnél indítványozták, hogy kapja meg a Világ Igaza címet. Hiányzik azonban a bizonyíték, hogy Albert Göring „rendkívüli veszélyek közepette“ zsidókat mentett volna meg a haláltól.

## Dokumentumfilm
- The Real Albert Goering. 3BM TV, 1998 (84 perc)
- Der gute Göring. Spiegel TV Geschichte, 2010 (42 perc)
- Görings vergessener Bruder. Der Widerstandskämpfer Albert Göring. William Hastings Burke(wd) dokumentumfilmje, Nagy-Britannia, 2011   (45 perc)
- Véronique Lhorme: Le dossier Albert Göring. RTBF/Planète+, 2014 (60 perc)
- Kai Christiansen(wd): Der gute Göring(wd). TV-dokumentumdráma, ARD 2016 (90 perc), Főszereplő: Barnaby Metschurat(wd) (Kritika: NZZ, Frankfurter Rundschau)

## Rádióműsor
- Arno Orzessek(wd): Der ungleiche Bruder – William Hastings Burke: „Hermanns Bruder: Wer war Albert Göring?“ – Kritik. Deutschlandradio Kultur, 2012. május 23.
- Gavin Esler: The Good Goering. BBC 4 Radio, 2016. január 27. (angolul, 28 perc)

## Weboldal
- Christoph Gunkel: Der gute Göring: Bruder des NS-Verbrechers; „einestages – Zeitgeschichten“ auf Spiegel online, 23. April 2012
- William Hastings Burke: Albert Göring, Hermann’s anti-Nazi brother. auf guardian.co.uk am 20. Februar 2010
- Zoe Brennan: The Goering who saved Jews: While Hermann masterminded the Final Solution his brother Albert rescued Gestapo victims. Auf Mail Online am 9. April 2010

## Fordítás
Ez a szócikk részben vagy egészben  az   Albert Göring című német Wikipédia-szócikk ezen változatának fordításán alapul.  Az eredeti cikk szerkesztőit annak laptörténete sorolja fel. Ez a jelzés csupán a megfogalmazás eredetét és a szerzői jogokat jelzi, nem szolgál a cikkben szereplő információk forrásmegjelöléseként.